# La cámara de Claire
El cámara de Claire (en francés: La caméra de Claire) es una película dramática francesa de 2017 escrita, producida y dirigida por Hong Sang-soo. Protagonizada por Isabelle Huppert y Kim Min-hee, fue presentada en el Festival de cine de Cannes de 2017 y estrenada en Francia el 7 de marzo de 2018.

## Sinopsis
Después de ser despedida de su trabajo sin motivo alguno, Man-hee comienza a trabajar como distribuidora de películas y se dirige a Cannes. Allí, conoce a Claire, una profesora de París que le gusta capturar cada momento con su cámara fotográfica. 

## Reparto
- Isabelle Huppert : Claire
- Kim Min-hee : Jeon Man-hee
- Chang Mi-hee : Nam Yang-hye
- Jung Jin-young : Director de So Wan-soo
- Yoon Hee-sun
- Lee Wan-min
- Kang Taeu
- Mark Peranson
- Shahira Fahmy

## Producción
En mayo de 2016 se anunció que Isabelle  Huppert, Kim Min-hee, Jung Jin-young y Chang Mi-hee participarían en el rodaje, a las órdenes de Hong Sang-soo. Fue presentada durante el Festival de cine de Cannes de 2016. En agosto de 2017, la distribuidora The Cinema Guild adquirió los derechos de distribución de la película en Estados Unidos y fue estrenada el 9 de marzo de 2018.

## Premios y nominaciones
| Premios           | Categoría      | Título              | Resultado | Ref.  |
| ----------------- | -------------- | ------------------- | --------- | ----- |
| 27.º Premios Buil | Mejor película | El cámara de Claire |           | [ 8 ] |